# Tefilin

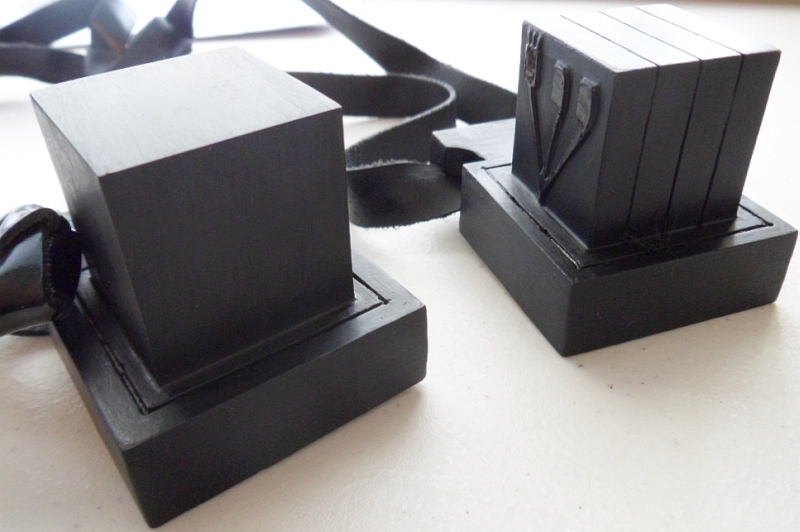

Un tefilin (în ebraică תְּפִלִּין / תְּפִילִּין; pronunție așkenazică: [tfiˈlin]; pronunție ebraică modernă: [tefiˈlin]) este o cutie mică din piele neagră, cu curele de piele, care conține suluri de pergament cu versete din Tora (filacterii). Sunt purtate pe brațul stâng și pe cap de evreii adulți de sex masculin în timpul rugăciunilor din zilele lucrătoare și de duminică dimineața.
Sunt destinate să îndeplinească instrucțiunile Torei de a menține un „semn” și o „aducere aminte” continuă a Exodului din Egipt.
Din punct de vedere istoric, bărbații obișnuiau să-l poarte toată ziua, astăzi practica generală este de fi scos după slujbe.
Versetele biblice adesea citate ca referindu-se la tefilin sunt obscure. Deuteronomul 11:18, de exemplu, nu desemnează explicit ce anume să „îți legi pe braț”, iar definiția „fruntarii (טֹוטָפֹת, ṭoṭaphoth) între ochi” nu este evidentă. Aceste detalii sunt conturate în Tora orală. Cel puțin încă din secolul I d.Hr., mulți evrei înțelegeau versetele literal și purtau tefilin fizic, așa cum o demonstrează descoperirile arheologice de la Qumran și o referință la Matei 23 din Noul Testament creștin. Cu toate acestea, iudaismul karait înțelege versetele ca fiind metaforice.